# Millennium Tower (Fráncfort)
Millennium Tower es un rascacielos proyectado cuya construcción se prevé que comience en 2025. Cuando esté terminado en 2030, será el segundo edificio más alto de la Unión Europea y el más alto de Alemania. Con una altura de 288 metros y 67 plantas, albergará además la plataforma de observación más alta de Alemania con una vista panorámica de la ciudad. El arquitecto es Ferdinand Heide y el cliente CA Immo.

## Historia
Los primeros planes para la construcción del rascacielos se remontan a 1998, estos proponían una torre con una altura de 369 metros. El concepto fue creado por Albert Speer & Partner para EIM (Eisenbahn Immobilien Management), como un componente del plan urbanístico de Frankfurt en 1998.
A finales del 2000, Donald Trump declaró que planearía hacer de Millennium Tower el rascacielos residencial más alto del mundo y fundó TD Trump Deutschland AG en colaboración con la empresa alemana Marseille-Kliniken. TD Trump Deutschland AG se disolvió en 2005.
Situada en una parcela propiedad de Vivico Real Estate GmbH, el rascacielos estará ubicado en el distrito de Gallus, al este de la Feria de Fráncfort y cerca del distrito comercial Europaviertel. En mayo de 2001 se concedió un permiso oficial de construcción.
Debido a la Gran Recesión, se redujeron los esfuerzos de comercialización de la torre. La mejora de la situación general del mercado inmobiliario a principios de la década de 2010 hizo que se reavivara el interés por el proyecto.